# Dichaetomyia savaii
Dichaetomyia savaii är en tvåvingeart som beskrevs av Malloch 1929. Dichaetomyia savaii ingår i släktet Dichaetomyia och familjen husflugor. Inga underarter finns listade i Catalogue of Life.